# Перелік пам'яток монументального мистецтва Рівненської області
Перелік пам'яток монументального мистецтва Рівненської області
| №                     | Найменування                                                                   | Місцезнаходження                                 |
| Рівне                 |                                                                                |                                                  |
| 1                     | Пам'ятник розвіднику, Герою Радянського Союзу М. І. Кузнєцову                  | вул. Дубенська (кладовище)                       |
| 2                     | Пам'ятник Б. Хмельницькому                                                     | вул. Грушевського, 37                            |
| 3                     | Пам'ятник поету Т. Г. Шевченку                                                 | парк культури та відпочинку ім. Т. Г. Шевченку   |
| 4                     | Пам'ятник Гулі Корольовій, яка загинула у 1942 р. у бою з фашистами            | вул. Чорновола, 45                               |
| 5                     | Пам'ятник поету Т. Г. Шевченку                                                 | вул. Незалежності, 1                             |
| 6                     | Пам'ятний знак на честь загиблих в локальних війнах                            | вул. Короленка, 8                                |
| 7                     | Пам'ятник борцям за волю                                                       | вул. Соборна, 12-а                               |
| 8                     | Пам'ятник працівникам міліції, які загинули при виконанні службових обов'язків | вул. Пушкіна, 4                                  |
| 9                     | Пам'ятний знак жертвам Чорнобильської катастрофи                               | ріг вул. Петлюри та вул. Мазепи                  |
| 10                    | Монумент Слави                                                                 | парк Перемоги                                    |
| 11                    | Пам'ятник С. Петлюрі                                                           | вул. Петлюри, 1                                  |
| 12                    | Пам'ятник Климу Савуру                                                         | вул. Соборна, 16                                 |
| Дубно                 |                                                                                |                                                  |
| 13                    | Пам'ятник поету Т. Г. Шевченку                                                 | вул. Д. Галицького, 68                           |
| 14                    | Пам'ятник вченому хірургу, анатому і педагогу Н. І. Пирогову                   | вул. Шевченка, 51                                |
| 15                    | Пам'ятник поету Т. Г. Шевченку                                                 | на території заводу гумово-технічних виробів     |
| Березнівський район   |                                                                                |                                                  |
| 17                    | Пам'ятник вченому, хірургу, анатому та педагогу Н. І. Пирогову                 | смт. Березне, вул. Київська, 29                  |
| 18                    | Пам'ятник Т. Г. Шевченку                                                       | с. Зірне                                         |
| 19                    | Пам'ятник розвіднику, Герою Радянського Союзу М. І. Кузнєцову                  | с. Кам'янка                                      |
| 20                    | Пам'ятник Т. Г. Шевченку                                                       | смт. Березне, площа Незалежності                 |
| Володимирецький район |                                                                                |                                                  |
| 21                    | Пам'ятник поету Т. Г. Шевченку                                                 | с. Великі Цепцевичі                              |
| 22                    | Пам'ятник полеглим за волю України                                             | смт. Володимирець, біля автовокзалу              |
| Гощанський район      |                                                                                |                                                  |
| 24                    | Пам'ятник Євчуку С. Х.                                                         | с. Федорівка                                     |
| 25                    | Пам'ятник Шевченку Т. Г.                                                       | смт. Гоща                                        |
| 26                    | Пам'ятник Шевченку Т. Г.                                                       | с. Тучин                                         |
| Дубенський район      |                                                                                |                                                  |
| 29                    | Пам'ятник поету Т. Г. Шевченку                                                 | с. Підлужжя                                      |
| 30                    | Пам'ятник поету Т. Г. Шевченку                                                 | с. Птича                                         |
| 31                    | Пам'ятний знак борцям за незалежність України                                  | с. Верба                                         |
| Дубровицький район    |                                                                                |                                                  |
| 32                    | Пам'ятник поету Т. Г. Шевченку                                                 | с. Бережниця                                     |
| 33                    | Пам'ятник радянському воїну А. Ф. Щанкіну                                      | м. Дубровиця, вул. Воробинська                   |
| 34                    | Пам'ятник поету Т. Г. Шевченку                                                 | м. Дубровиця, Майдан Злагоди                     |
| 35                    | Пам'ятник К. А. Хомич                                                          | с. Людин                                         |
| 36                    | Пам'ятник О. П. Щанкіну                                                        | м. Дубровиця, вул. Маяковського,19               |
| 37                    | Пам'ятник Дубровицьким повстанцям                                              | м. Дубровиця, Майдан Злагоди                     |
| Зарічненський район   |                                                                                |                                                  |
| 38                    | Пам'ятник Белякову Т. І.                                                       | с. Дібровськ                                     |
| Здолбунівський район  |                                                                                |                                                  |
| 39                    | Пам'ятник письменнику І. Я. Франку                                             | с. Буща                                          |
| 40                    | Пам'ятник поету Т. Г. Шевченку                                                 | с. Глинськ                                       |
| 41                    | Пам'ятник герою Радянського Союзу М. Т. Приходьку                              | м. Здолбунів, Привокзальна площа                 |
| 42                    | Пам'ятник поету Т. Г. Шевченку                                                 | с. Копиткове                                     |
| 43                    | Пам'ятник Б.Хмельницькому                                                      | смт. Мізоч                                       |
| 44                    | Пам'ятник поету Т. Г. Шевченку                                                 | смт. Мізоч                                       |
| 45                    | Пам'ятник Б.Хмельницькому                                                      | с. Миротин                                       |
| 46                    | Пам'ятник розвіднику, герою Радянського Союзу М. І. Кузнєцову                  | с. Ступно                                        |
| 47                    | Пам'ятник Уласу Самчуку                                                        | м. Здолбунів                                     |
| Корецький район       |                                                                                |                                                  |
| 48                    | Пам'ятник поету Т. Г. Шевченку                                                 | м. Корець, вул. Леніна (колишня)                 |
| 49                    | Пам'ятник поету Т. Г. Шевченку                                                 | с. Річки                                         |
| 50                    | Пам'ятник поету Т. Г. Шевченку                                                 | с. Самостріли                                    |
| 51                    | Пам'ятник поету Т. Г. Шевченку                                                 | с. Світанок                                      |
| Костопільський район  |                                                                                |                                                  |
| 53                    | Пам'ятник Герою Радянського Союзу В. Т. Сидорову                               | м. Костопіль, біля школи № 4                     |
| 54                    | Пам'ятник поету Т. Г. Шевченку                                                 | м. Костопіль                                     |
| Демидівський район    |                                                                                |                                                  |
| 57                    | Пам'ятник поету Т. Г. Шевченку                                                 | с. Вовковиї                                      |
| Млинівський район     |                                                                                |                                                  |
| 58                    | Пам'ятник поету Т. Г. Шевченку                                                 | смт. Млинів, вул. І.Франка, 1                    |
| 59                    | Пам'ятник М.Панасюк                                                            | с. Новосілки                                     |
| Острозький район      |                                                                                |                                                  |
| 60                    | Пам'ятник письменнику М. О. Островському                                       | с. Вілія                                         |
| 61                    | Пам'ятник поету Т. Г. Шевченку                                                 | м. Острог, вул. Академічна, 6                    |
| 62                    | Пам'ятник князям Острозьким                                                    | м. Острог, проспект Незалежності                 |
| 63                    | Пам'ятник поету Т. Г. Шевченку                                                 | смт. Рокитно, вул. Кірова                        |
| Рівненський район     |                                                                                |                                                  |
| 64                    | Пам'ятник поету Т. Г. Шевченку                                                 | с. Городок                                       |
| 65                    | Пам'ятник письменнику І. Я. Франку                                             | с. Грабів                                        |
| 66                    | Пам'ятник на честь 30-ліття Перемоги.                                          | смт. Клевань, вул. Центральна, 18                |
| 67                    | Пам'ятник І. Я. Франку                                                         | смт. Клевань, вул. Тиха, будинок культури        |
| 68                    | Пам'ятник генералу армії Герою Радянського Союзу М. Ф. Ватутіну                | с. Кустин                                        |
| 69                    | Пам'ятник Северину Наливайку                                                   | с. Великий Житин                                 |
| 70                    | Пам'ятник радянським воїнам                                                    | смт. Клевань, вул. Центральна,2                  |
| 71                    | Пам'ятник радянським воїнам-визволителям                                       | с. Обарів                                        |
| 72                    | Пам'ятник В. А. Плютинському                                                   | с. Зоря, центральна площа                        |
| Сарненський район     |                                                                                |                                                  |
| 74                    | Пам'ятник поету Т. Г. Шевченку                                                 | с. Корост                                        |
| 75                    | Пам'ятник комсомольцям, які загинули у 1945 р.                                 | с. Кричильськ                                    |
| 76                    | Меморіал військової Слави                                                      | м. Сарни, вул. Соборна                           |
| 77                    | Пам'ятник воїнам-інтернаціоналістам                                            | м. Сарни, вул. Соборна                           |
| 78                    | Пам'ятник жертвам Чорнобильської катастрофи                                    | м. Сарни, вул. 17 Вересня                        |
| 79                    | Пам'ятник радянським воїнам                                                    | м. Сарни, площа Перемоги                         |
| 80                    | Пам'ятник радянським льотчикам                                                 | м. Сарни, санаторна школа-інтернат               |
| Радивилівський район  |                                                                                |                                                  |
| 81                    | Пам'ятник поету Т. Г. Шевченку                                                 | с. Теслугів                                      |
| 82                    | Пам'ятник Герою Радянського Союзу П. Г. Стрижаку                               | м. Радивилів, вул. О.Невського (школа №2)        |
| 83                    | Пам'ятник поету Т. Г. Шевченку                                                 | м. Радивилів, вул. Кременецька, 1 (міський парк) |
| 84                    | Пам'ятник полеглим козакам та селянам-повстанцям                               | с. Пляшева                                       |